# Giáo phận Kyōto
Giáo phận Kyōto (カトリック京都司教区) (tiếng Latinh: Dioecesis Kyotensis) là một giáo phận của Giáo hội Công giáo Rôma ở Nhật Bản. Địa giới của Giáo phận bao gồm các tỉnh Kyōto, Shiga, Nara, và Mie. Nhà thờ chính tòa Thánh Phanxicô Xaviê, còn được biết đến với tên gọi Nhà thờ Kawaramachi (tiếng Nhật: 河原町教会) là nhà thờ chính tòa của giáo phận.

## Lịch sử
- 1846 - Hạt Đại diện Tông tòa Nhật Bản được thành lập, với tòa giám mục đặt tại Yokohama.
- 1866 - Tòa giám mục được chuyển đến Nagasaki.
- 1876 - Ngày 22/5, Hạt Đại diện Tông tòa Nhật Bản được tách ra thành Hạt Đại diện Tông tòa Bắc Nhật Bản (hiện là Tổng giáo phận Tokyo) và Hạt Đại diện Tông tòa Nam Nhật Bản (hiện là Tổng giáo phận Nagasaki), trong đó Hạt Đại diện Tông tòa Nam Nhật Bản quản lí các vùng Kinki, Chūgoku, Shikoku và Kyūshū.
- 1888 - Hạt Đại diện Tông tòa Chūbu được thành lập, tiếp nhận các vùng Kinki, Chūgoku, Shikoku từ Hạt Đại diện Tông tòa cũ, và được giao cho Hội Thừa sai Paris quản lí.
- 1891 - Ngày 15/6, Hạt Đại diện Tông tòa Chūbu được nâng cấp thành Tổng giáo phận Ōsaka.
- 1904 - Ngày 27/1, Hạt Phủ doãn Tông tòa Shikoku (hiện là Giáo phận Takamatsu) được thành lập trên diện tích 4 tỉnh vùng Shikoku tách ra từ Tổng giáo phận Ōsaka.
- 1923 -  Ngày 4/5, Hạt Đại diện Tông tòa Hiroshima (hiện là Giáo phận Hiroshima) được thành lập trên diện tích 5 tỉnh thuộc vùng Chūgoku tách ra từ Tổng giáo phận Ōsaka.
- 1937 - Ngày 17/6, Hạt Phủ doãn Tông tòa Kyōto được thành lập với địa giới gồm các tỉnh Kyōto, Shiga, Nara, và Mie  và được giao cho các tu sĩ Dòng Maryknoll của Hoa Kỳ quản lí.
- 1951 - Ngày 12/7, Hạt Phủ doãn Tông tòa Kyōto được nâng cấp thành Giáo phận Kyōto.

## Lãnh đạo giáo phận qua từng thời kì

### Phủ doãn Tông tòa
- Tiên khởi - Patrick James Byrne (Dòng Maryknoll) (1937 - 1940)
- 2 - Phaolô Furuya Yoshiyuki (1940 - 1951)

### Giám mục Giáo phận
- Tiên khởi - Phaolô Furuya Yoshiyuki (1951 - 1976)
- 2 - Raymunđô Tanaka Ken'ichi (1976 - 1997)
- 3 – Phaolô Ōtsuka Yoshinao (1997 - hiện tại)